# Kaysanites
Al-Kaysâniyya (arabe : الكيسانية [al-kaysānīya]) est une secte des débuts du chiisme apparue après les mouvements de révolte contre les Omeyyades à Koufa en 685. L'origine de son nom vient d'un serviteur de Muhammad ibn al-Hanafîya, un des fils de Ali ibn Abi Talib et d'une femme de la tribu des Banu Hanifa, qui a annoncé que son maître est le Mahdi attendu par les musulmans à la fin des temps.

## Histoire
Une révolte fut suscitée par les Kharijites Azraqites qui, après s'être séparés des Ibâdites restés dans la région de Bassora, se déplacèrent vers le Fars. La répression ordonnée par le calife `Abd al-Malik et exécutée par l'émir al-Hajjâj ben Yûsuf provoqua la fin des Azraqites en 699.
En 685, al-Mukhtâr ibn Abî `Ubayd voulut venger la mort de Husayn. Les nouveaux convertis à l’islam considérés comme des musulmans de seconde zone s'allièrent à ce mouvement. Al-Mukhtâr proclama Muhammad ibn al-Hanafîya comme mahdî. Ce fut la première expression de cette idée qui reviendra à plusieurs reprises dans le chiisme.
Cette secte se subdivisa en plusieurs sous sectes et fut la première à utiliser des missionnaires (da`i) pour répandre sa doctrine.